# Holosphaga
Holosphaga is een kevergeslacht uit de familie van de boktorren (Cerambycidae). De wetenschappelijke naam van het geslacht werd voor het eerst geldig gepubliceerd in 1916 door Aurivillius.

## Soorten
Holosphaga is monotypisch en omvat slechts de volgende soort:
- Holosphaga coerulea Aurivillius, 1916